# Vlădești, Vâlcea
Vlădești este satul de reședință al comunei cu același nume din județul Vâlcea, Oltenia, România.

## Personalități
- Eugen Prodescu (1939 - 2023), publicist, antrenor
- Grigore Mihăescu (1882 - 1933), diplomat

 Acest articol despre o localitate din județul Vâlcea este deocamdată un ciot. Puteți ajuta Wikipedia prin completarea lui.